# Ivan Dorschner
Ivan Anthony Dorschner (21 tháng 9 năm 1990) được biết đến với nghệ danh Ivan Dorschner, là một diễn viên, ca sĩ và là người mẫu Philippines.